# پایگاه هوایی آبی میستیسینی
پایگاه هوایی آبی میستیسینی (به انگلیسی: Mistissini Water Aerodrome) یک فرودگاه خصوصی است که یک باند فرود آب دارد. این فرودگاه در کشور کانادا قرار دارد و در ارتفاع ۳۷۵ متری از سطح دریا واقع شده‌است.